# Nezha Bidouane
Nezha Bidouane (arabe : نزهة بدوان) est une athlète et championne marocaine spécialiste du 400 m haies, née le 18 septembre 1969 à Rabat au Maroc. Elle a été championne du monde en 1997 et 2001, médaillée de bronze aux JO de Sydney en 2000 et médaillée d'argent au mondial de Séville en 1999. Elle est l’athlète marocaine et arabe la plus titrée. 

## Biographie

### Enfance
Comme la plupart des enfants du quartier Yacoub El Mansour à Rabat, Nezha fut fascinée par la pratique sportive dès son plus jeune âge.
Nezha Bidouane caressait le rêve de devenir une championne et était prête à tout sacrifier pour devenir une championne. Son agilité et sa souplesse naturelle vont aider la jeune fille déterminée qu'elle était et toujours souriante, à attirer l'attention des entraîneurs d'une école de gymnastique qu'elle va rejoindre avec l'aide et le soutien de Hajja Fatima, sa mère. 
Mais le destin va en décider autrement en 1986, puisque ses amies de lycée vont l'attirer vers un test de prospection au complexe sportif Prince Moulay Abdallah à Rabat pour subir des tests dans le but d'être recrutée comme jeune athlète espoir. C'est ainsi que les mêmes filles et notamment Mlle Mounkabi Bouchra vont aussi l'amener avec elles et la convaincre de signer une licence d'athlète à l’Olympique Marocain, club qu'elle ne quitta jamais.

### Carrière
Dominant toutes les compétitions nationales, elle rejoint en 1991 l'institut national d'athlétisme dirigée à l'époque par Akka Samsam Lahcen, directeur général et directeur technique de la Fédération et Aziz Daouda, directeur technique de l'école. Elle va être confiée à Sindaoui Mohamed comme entraîneur, et celui-ci va en fait être son second entraîneur après Said Belamgharia qui avait encadré ses premiers pas dans le cadre de l'école pilote d'athlétisme du complexe sportif Prince Moulay Abdallah à Rabat, créée et supervisée par Fatima Elfaquir, première championne d'Afrique marocaine sur 400 mètres haies.
C'est ainsi que Nezha va entamer sa carrière et se professionnaliser progressivement. Après ses premiers titres en junior et ses premiers records nationaux et arabes, Nezha Bidouane va rejoindre Aziz Daouda comme entraîneur et se spécialiser définitivement sur le 400 mètres haies. Elle le quitta sur le conseil de Abderrahmane Medkouri début 1993 pour rejoindre Nawal El Moutawakel à Casablanca, mais cette parenthèse ne dura que quelques mois, Nezha a vite fait de revenir à Rabat rejoindre son mentor Aziz Daouda qui va l'entraîner jusqu'à la fin de sa carrière.
Continuant sa progression elle va glaner de nombreux titres au niveau méditerranéen, arabe et africain ainsi que sur le circuit international . En 1996 alors qu'elle est qualifiée pour les JO d'Atlanta elle doit renoncer à la dernière minute pour subir une intervention chirurgicale au niveau du tendon d'Achille. Elle suivra la cérémonie d'ouverture des JO 1996 depuis sa chambre d’hôpital. Alors que d'autres se serait laissé abattre, Nezha Bidouane revient avec une motivation plus forte que jamais. La consécration arrive en 1997 aux championnats du monde d’Athènes ou elle remporte son premier titre mondial en décrochant la médaille d'or devant Kim Batten et Deon Hemmings avec un finish qui restera dans les annales.
Lors de la coupe du monde d'athlétisme en 1998 à Johannesburg, elle est à quelques centièmes du record du monde du 400 m haies avec un chrono de 52 secondes 96, établissant un nouveau record de cette compétition malgré le handicap de courir au 8e couloir. 
En 1999 à Séville, une course super rapide voit Nezha franchir la ligne d'arrivée au coude à coude avec la cubaine Daimí Pernía. Nezha Bidouane est déclarée gagnante avec un record à 52 secondes 90. Après une réclamation des cubains et l'analyse de la photo finish la cubaine est finalement donnée gagnante pour un millième. Nezha est toujours persuadée d'être la première, confortée en cela par une image de photo finish de gauche qu'elle garde précieusement, les réserves alors présentées par la délégation marocaine n'ayant pas pu changer les choses. 
Nezha Bidouane ne se laisse pas abattre et s’entraîne dur pour les JO de Sydney. Elle fait une préparation quasi parfaite avec la meilleure performance de l'année et de nombreuses victoires en Golden League. Malheureusement elle arrive aux Jeux olympiques de Sidney avec un problème de santé. Tant pis elle décide quand même de s’engager dans la compétition et d'aller au bout malgré son handicap de santé, elle décrochera une médaille de Bronze.
Pas de répit pour Nezha Bidouane qui retourne à l’entraînement et continue a travailler. Cette persévérance finira par payer puisqu'aux championnats du monde de 2001 à Edmonton, Nezha va mettre tout le monde d'accord en remportant à nouveau le titre mondial confirmant qu'elle fut bien la meilleure spécialiste de l'épreuve de 1997 à 2001. 
Alors que d'autres athlètes auraient couru après la gloire de l'année suivant un titre elle décide à la surprise générale de faire une pause d'un an pour donner naissance à son premier fils. Elle donnera naissance le 16 août à Yacine dont le prénom aura été choisi par sa majesté le roi Mohammed VI. Le 18 septembre 2007 Nezha donnera naissance à son second enfant pour lequel Sa Majesté choisira le prénom de Yassir.
Nezha aura apporté énormément à l'épreuve des 400 mètres haies au plan de la technique pour être considérée comme l'une des meilleures technicienne de cette épreuve, étant considérée comme celle qui a au mieux réussi la répartition de l'effort sur toute la distance. 
En 2004 Nezha aura le privilège d’être le porte drapeau de la délégation marocaine aux Jeux Olympiques d’Athènes. Pour les marocains elle est le symbole du travail, de la persévérance, du Maroc qui gagne mais en même temps elle représente la femme Marocaine qui sait allier tradition, valeurs, générosité et modernité.  
Dans le cadre d'une étude sur le 400m haies Nike Daikin et Victor Lopez  concluent que Nezha Bidouane a une technique hors du commun et que toutes les athlètes ne peuvent acquérir. Elle a le différentiel 400m plat en comparaison du 400m haies le plus faible du circuit.
En 2001 après les championnats du monde à Edmonton la Fédération Française d’Athlétisme s’intéresse de plus prés à la technique de course de Nezha Bidouane. Ils arrivent à la même conclusion à savoir que Nezha a une technique spéciale qui lui permet d'avoir le franchissement de haie le plus rapide du circuit. Sa technique fut copiée et tous les records du monde à partir des années 2010 s'inspirent de sa technique.

### Retraite
En septembre 2007, le journal britannique The Times la classe parmi les 100 meilleurs athlètes des championnats du Monde.
En avril 2008 elle est retenue parmi les meilleures athlètes de l'histoire en Afrique et reçoit des mains de M. Hamad Malboum Kalkaba un prestigieux trophée lors de la première soirée de Gala du genre sur le continent africain figurant ainsi sur le Hall of fame continental.
En août 2011, elle a été nommée assesseur et porte-parole de la Fondation Mohammed VI des Champions Sportifs .
En 2018, Nezha Bidouane a été désignée comme capitaine de l'équipe Africaine pour la coupe continentale à Ostrava aux côtés de Jana Pittman,  Mike Powell et Colin Jackson.
En janvier 2020, elle a été sélectionnée par le célèbre Magazine ELLE dans une liste de 50 championnes qui ont marqué le sport féminin.
Fort de son expérience elle est régulièrement invitée à participer à des séminaires au Maroc et à l'étranger. 
En décembre 2020, plusieurs journalistes de Radio Maarif la désignent comme la plus grande sportive marocaine de tous les temps. Ces derniers lui reconnaissent des exploits sportifs hors normes face à des athlètes nord-américaines et européennes, une gestion de l'image très en avance pour l'époque mais aussi un rôle actif dans la société à travers le sport, le social et le droit des femmes.  
Fort de ses valeurs Nezha Bidouane est depuis la fin de sa carrière très investit dans le social à travers tout le Maroc et le développement du sport.   
Elle crée en 2008 l'Association Femmes Réalisations Et Valeurs en l'honneur à la femme marocaine, pour ses contributions dans le développement du pays, surtout dans le domaine sportif. Cette association organise chaque année la course féminine de la Victoire à Rabat..
C'est tout naturellement qu'elle fut nommée présidente de la Fédération Royale marocaine du sport pour tous (FRMSPT) qui œuvre pour la promotion du sport dans tout le Maroc.

## Palmarès
| Date | Compétition                | Lieu          | Résultat | Épreuve     | Temps         |
| ---- | -------------------------- | ------------- | -------- | ----------- | ------------- |
| 1988 | Championnats d'Afrique     | Annaba        | 3e       | 4 x 400 m   | 3 min 50 s 25 |
| 1990 | Championnats d'Afrique     | Le Caire      | 2e       | 100 m haies | 13 s 70       |
| 1990 | Championnats d'Afrique     | Le Caire      | 1re      | 400 m haies | 57 s 17       |
| 1991 | Jeux méditerranéens        | Athènes       | 4e       | 100 m haies | 13 s 61       |
| 1991 | Jeux méditerranéens        | Athènes       | 1re      | 400 m haies | 55 s 13       |
| 1991 | Jeux méditerranéens        | Athènes       | 4e       | 4 x 100 m   | 46 s 05       |
| 1991 | Jeux méditerranéens        | Athènes       | 4e       | 4 x 400 m   | 3 min 39 s 46 |
| 1992 | Coupe du monde des nations | La Havane     | 6e       | 400 m haies | 58 s 30       |
| 1993 | Jeux méditerranéens        | Narbonne      | 1re      | 400 m haies | 56 s 09       |
| 1994 | Jeux de la Francophonie    | Paris         | 2e       | 400 m haies | 55 s 19       |
| 1994 | Coupe du monde des nations | Londres       | 5e       | 400 m haies | 57 s 35       |
| 1997 | Jeux méditerranéens        | Bari          | 1re      | 400 m haies | 55 s 01       |
| 1997 | Championnats du monde      | Athènes       | 1re      | 400 m haies | 52 s 97       |
| 1998 | Championnats d'Afrique     | Dakar         | 1re      | 400 m haies | 54 s 24       |
| 1998 | Coupe du monde des nations | Johannesbourg | 1re      | 400 m haies | 52 s 96       |
| 1999 | Championnats du monde      | Séville       | 2e       | 400 m haies | 52 s 90       |
| 2000 | Jeux olympiques            | Sydney        | 3e       | 400 m haies | 53 s 57       |
| 2001 | Jeux de la Francophonie    | Ottawa        | 1re      | 400 m haies | 54 s 91       |
| 2001 | Championnats du monde      | Edmonton      | 1re      | 400 m haies | 53 s 34       |
| 2004 | Jeux panarabes             | Alger         | 1re      | 400 m haies | 55 s 98       |

## Records
| Épreuve   | Épreuve     | Performance | Lieu    | Date               |
| --------- | ----------- | ----------- | ------- | ------------------ |
| Plein air | 400 m       | 51 s 67     | Berlin  | 1er septembre 1998 |
| Plein air | 400 m haies | 52 s 90     | Séville | 25 août 1999       |
| Salle     | 400 m       | 53 s 57     | Paris   | 7 mars 1997        |